# Corno Giovine
Corno Giovine är en ort och kommun i provinsen Lodi i regionen Lombardiet i Italien. Kommunen hade 1 129 invånare (2018).